# Le Mérévillois
Le Mérévillois ist eine französische Gemeinde mit 3.420 Einwohnern (Stand 1. Januar 2022)  im Département Essonne in der Region Île-de-France. Sie ist Teil des Arrondissements Étampes und des Kantons Étampes.
Sie entstand als Commune nouvelle mit Wirkung vom 1. Januar 2019, indem die bisherigen Gemeinden Méréville und Estouches fusioniert wurden und in der neuen Gemeinde den Status einer Commune déléguée haben. Der Verwaltungssitz befindet sich im Ort Méréville.

## Gliederung
| Ortsteil                      | ehemaliger INSEE-Code | Fläche (km²) | Einwohnerzahl (2022) |
| ----------------------------- | --------------------- | ------------ | -------------------- |
| Estouches                     | 91222                 | 05,98        | .0257                |
| Méréville (Verwaltungssitz)00 | 91390                 | 26,99        | 3.163                |

## Lage
Le Mérévillois liegt etwa 55 km südsüdwestlich von Paris an der Juine. Umgeben wird Le Mérévillois von den Nachbargemeinden Guillerval, Saclas und Saint-Cyr-la-Rivière im Norden, Abbéville-la-Rivière im Osten und Nordosten, Sermaises im Osten, Pannecières im Osten und Südosten, Autruy-sur-Juine im Süden, Angerville im Westen und Südwesten sowie Monnerville im Nordwesten.

## Geschichte
Zur Geschichte siehe
- Geschichte von Méréville

## Sehenswürdigkeiten

### Méréville
- Kirche Saint-Pierre-ès-Liens mit frühgotischem Glockenturm (um 1140–1160)
- Markthalle (1. Hälfte 16. Jh.), seit 1921 Monument historique[2]
- Schloss Méréville, zwischen 1768 und 1794 erbaut, heute Museum, seit 1977 Monument historique[3]
- Trajanssäule (erbaut um 1790)
- Waschhaus (18. Jh.) seit 1977 Monument historique[4]
- Mühlenbrücke (17. Jh.), seit 1979 Monument historique[5]

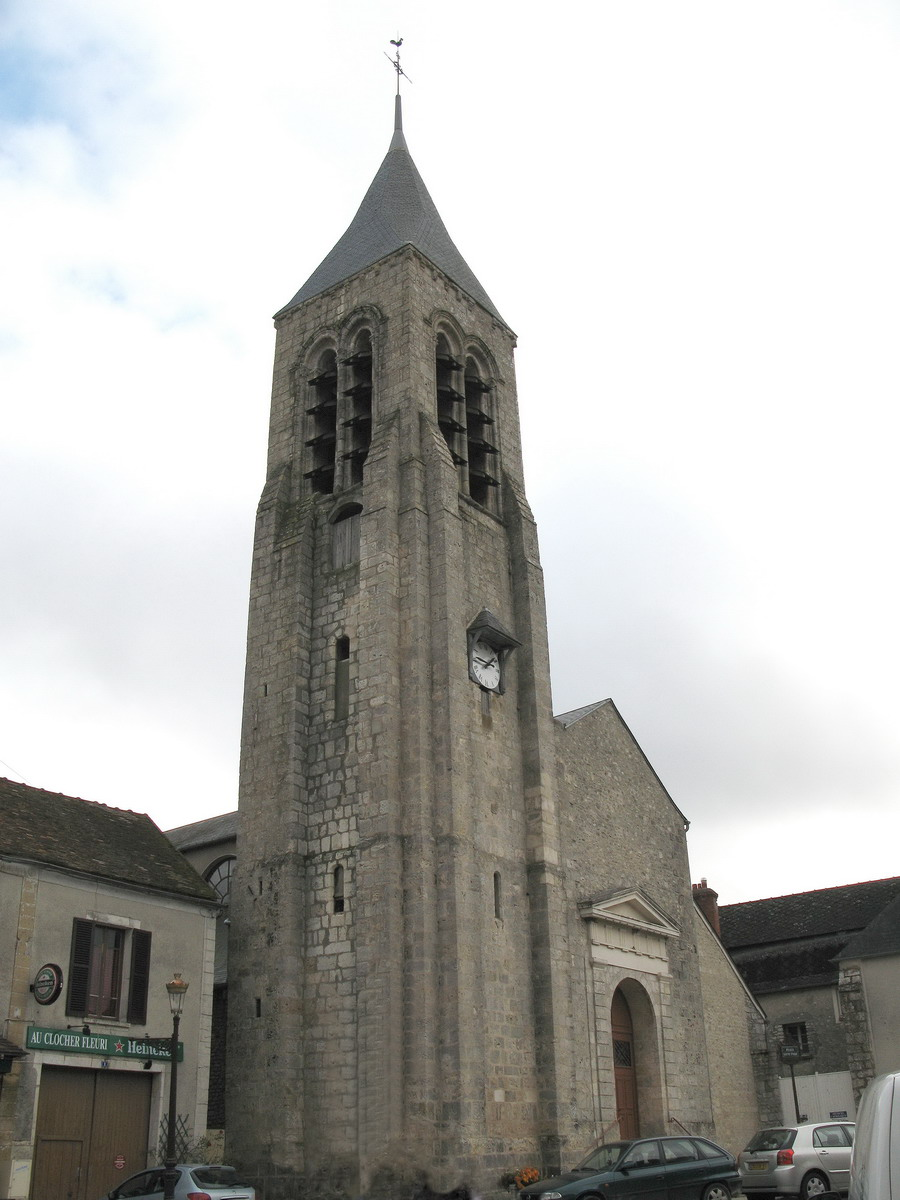
Saint-Pierre-ès-Liens
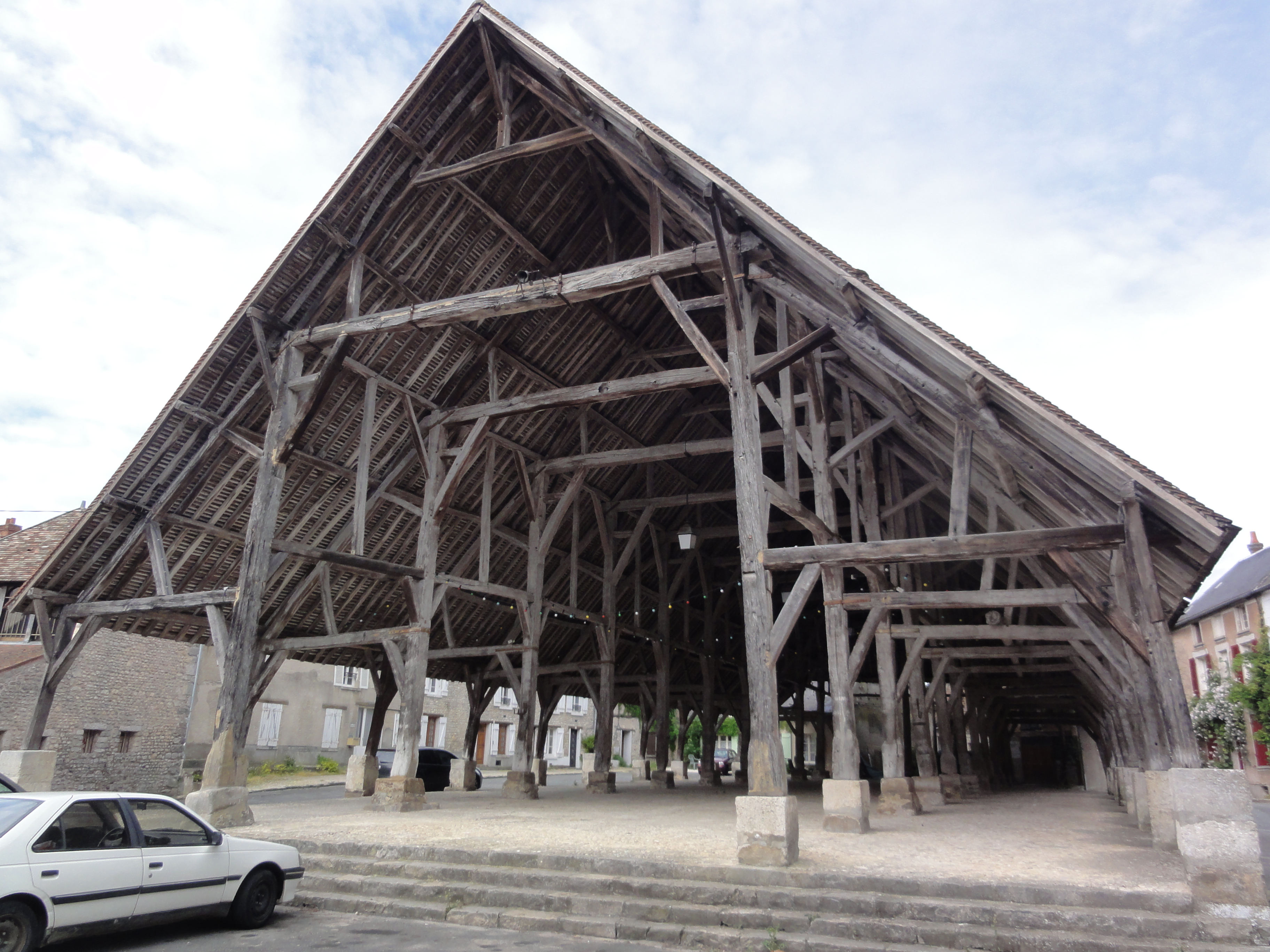
Markthalle (halle)
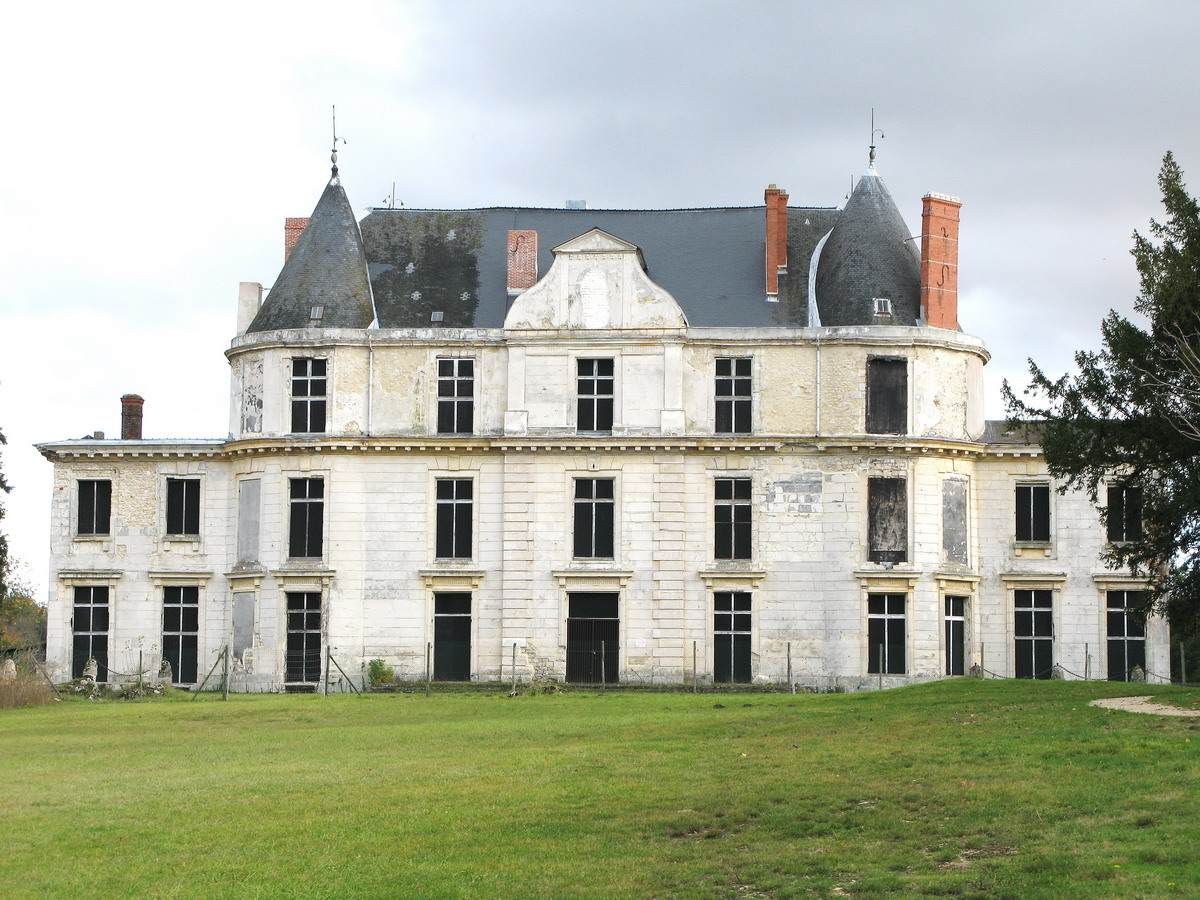
Château de Méréville
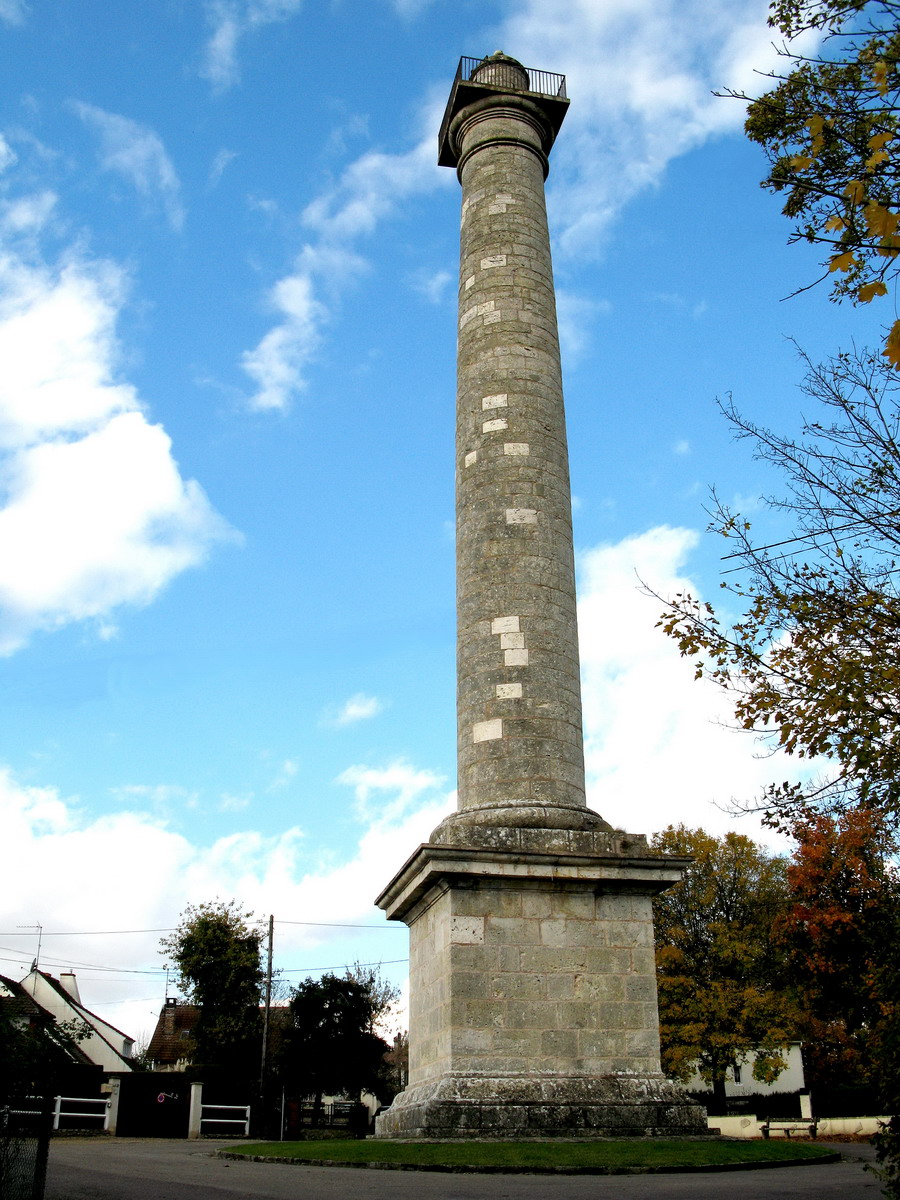
„Trajanssäule“
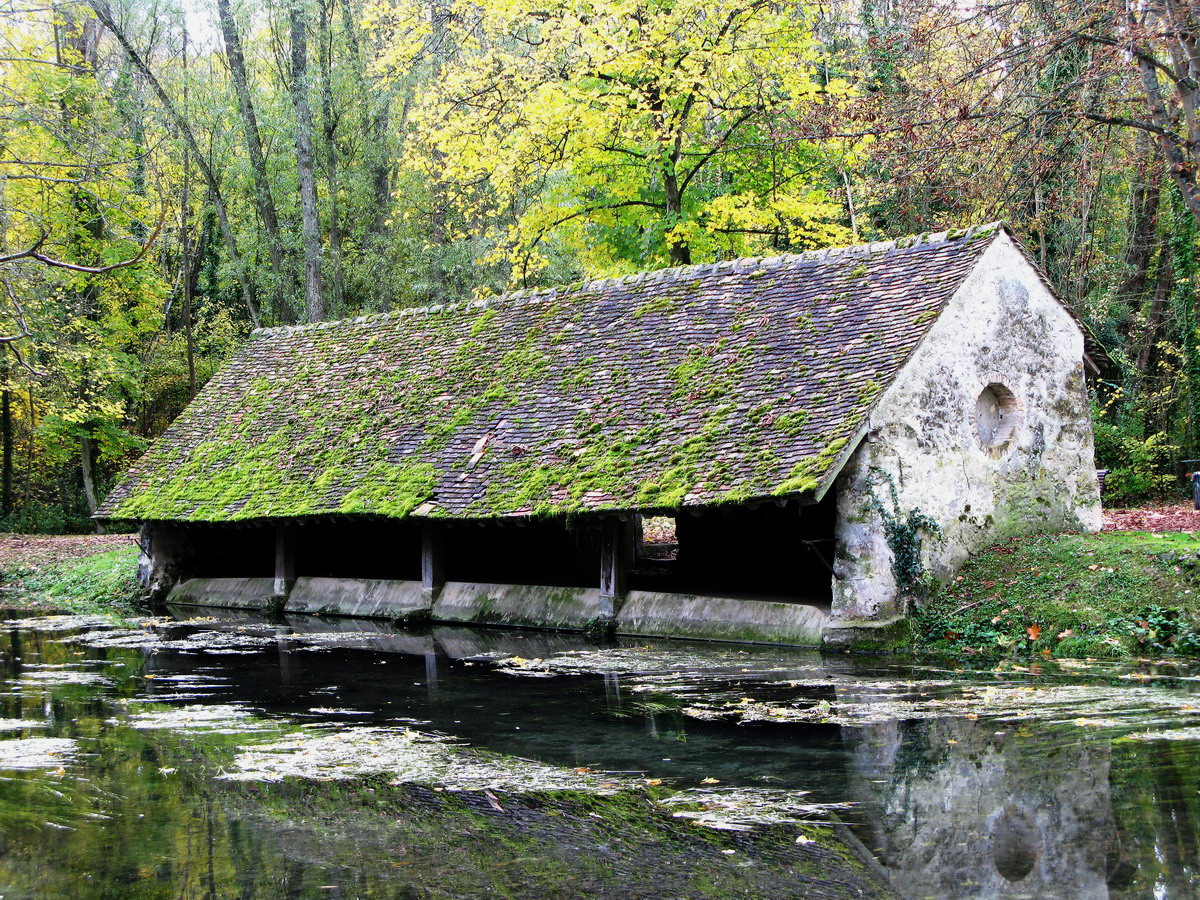
Waschhaus (lavoir)
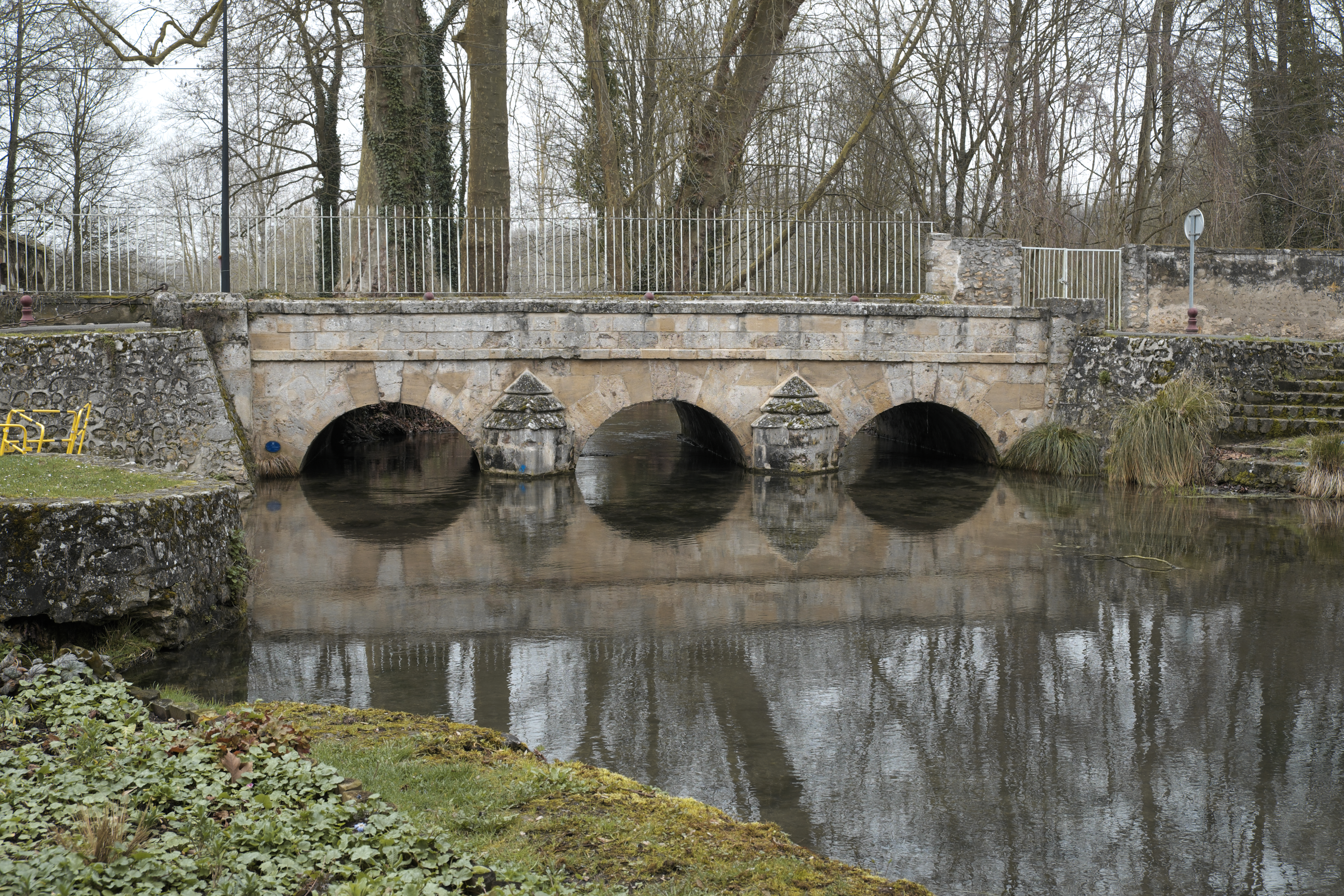
Pont du Moulin

### Estouches
- Kirche Notre-Dame-de-la-Nativité-de-la-Très-Sainte-Vierge

## Persönlichkeiten (aus Méréville)
- Jean-Louis Bory (1919–1979), Schriftsteller und Filmkritiker
- Alexandre de Laborde (1773–1842), Sohn von Jean-Joseph, Archäologe, Schriftsteller und Politiker, Bürgermeister von Méréville von 1805 bis 1814
- Jean-Joseph de Laborde (1724–1794), Bankier, Erbauer des Schlosses von Méréville